# Dmytro Zawadski
Dmytro Zawadski, ukr. Дмитро Олександрович Завадський (ur. 4 listopada 1988 w Charkowie, Ukraińska SRR) – ukraiński badmintonista, mistrz Ukrainy w grze pojedynczej (2007, 2008, 2009, 2011), w grze podwójnej z Witalijem Konowym (2009), w grze mieszanej z Marią Diptan (2008, 2009, 2010), mistrz sportu klasy międzynarodowej. Do 2006 bronił barw obwodu charkowskiego, w 2006-2007 grał w klubie SzWSM Charków, w 2007-2008 w klubie Nowaja Liga Moskwa. Od 2008 gra w Superlidze rosyjskiej w CSKA Moskwa.
W 2012 reprezentował Ukrainę na igrzyskach w Londynie, brał udział w grze pojedynczej – odpadł w fazie grupowej.